# Pieter van Andel
Pieter van Andel (Hastings (Engeland), 11 december 1969) is een Nederlandse roeier. Hij nam eenmaal deel aan de Olympische Spelen, maar won hierbij geen medailles.
In 1996 maakte hij zijn debuut op de Olympische Spelen van Atlanta. Bij het onderdeel dubbel vier werd hij in de eerste serie van de eliminaties tweede in 6.06,98, in de tweede halve finale vierde in 6.03,72 en in de B-finale moest hij genoegen nemen met een tiende plaats in 5.55,15.
In zijn studententijd was hij lid van de Utrechtsche Studenten Roeivereeniging "Triton". Hij studeerde natuurkunde.

## Palmares

### Roeien (dubbel vier)
- 1993: 7e WK in Racice - 5.52,13
- 1995: 5e WK in Tampere - 6.17,75
- 1996: 10e OS in Atlanta - 5.55,15

Pieter van Andel · 
Joris Loefs · 
Sander van der Marck · 
Adri Middag